# Wing Commander (série de jeux vidéo)
Wing Commander est une série de jeux vidéo, qui a donné naissance par la suite à de nombreux produits dérivés.

## Liste de jeux
- 1990 : Wing Commander sur DOS puis Amiga (1992), Super Nintendo (1992), Mega-CD (1994), Amiga CD32 (1994)
- 1992 : Wing Commander II: Vengeance of the Kilrathi sur DOS
- 1993 : Wing Commander: Privateer sur DOS
- 1993 : Wing Commander Academy sur DOS et Windows
- 1994 : Wing Commander: Armada sur DOS et Windows
- 1994 : Wing Commander III : Cœur de tigre sur DOS puis PlayStation (1996)
- 1995 : Wing Commander IV : Le Prix de la liberté sur DOS et Windows puis sur PlayStation (1997)
- 1996 : The Kilrathi Saga , compilation de Wing Commander, Wing Commander II et Wing Commander III
- 1996 : Privateer 2: The Darkening sur DOS et Windows
- 1997 : Wing Commander: Prophecy sur Windows puis Game Boy Advance (2003)
- 1998 : Wing Commander: Secret Ops sur Windows (projet inachevé)
- 2007 : Wing Commander: Arena sur Xbox 360

## Cinéma
Wing Commander est sorti en 1999. Réalisé par Chris Roberts avec Tchéky Karyo, David Warner et David Suchet.

## Série animée
Wing Commander Academy, par les studios Universal Cartoon Studios, diffusée en 1996.

## Romans
- Ellen Guon, Freedom Flight, Baen, 1992  (ISBN 978-0-671-72145-9)
- Christopher Stasheff & William R. Forstchen, End Run, Baen, 1993  (ISBN 067172200X)
- William R. Forstchen, Fleet Action, Baen, 1994  (ISBN 0671722115)
- Andrew Keith & William R. Forstchen, Heart of the Tiger, Baen, 1995  (ISBN 0671876538)
- Ben Ohlander & William R. Forstchen, The Price of Freedom, Baen, 1996  (ISBN 0671877518)
- William R. Forstchen, Action Stations, Baen, 1997  (ISBN 067187859X)
- Andrew Keith & William R. Forstchen, False Colors, Baen, (1998)  (ISBN 0671577840)
- Trilogie Wing Commander tirée du script du film (Wing Commander)
  - première partie : Peter Telep, Wing Commander, HarperEntertainment, 1999  (ISBN 0061059854)
  - deuxième partie : Peter Telep et Chris Roberts, Pilgrim Stars, HarperEntertainment, 1999  (ISBN 0061059862)
  - troisième partie : Peter Telep, Pilgrim Truth

## Jeu de cartes à collectionner
- Wing Commander : The Collectible Card Game (1995), conçu par Jeff Grubb et Don Perrin, publié par Mag Force 7.